# Photoscotosia diochoticha
Photoscotosia diochoticha är en fjärilsart som beskrevs av Xue 1988. Photoscotosia diochoticha ingår i släktet Photoscotosia och familjen mätare. Inga underarter finns listade i Catalogue of Life.